# 부발초등학교
부발초등학교는 대한민국 경기도 이천시 부발읍 무촌리에 있는 공립 초등학교이다.

## 학교 연혁
- 1932년 11월 11일 부발소학교 설립인가
- 1933년 6월 15일 부발공립보통학교 개교
- 1935년 3월 25일 제1회 졸업생 배출 (22명)
- 1936년 4월 1일 가산간이학교 설치
- 1938년 4월 1일 부발공립심상소학교로 개칭
- 1941년 4월 1일 부발공립국민학교로 개칭
- 1943년 4월 1일 가산국민학교 분리
- 1962년 3월 1일 신하국민학교 분리
- 1973년 3월 1일 백록국민학교 분리
- 1981년 3월 1일 병설유치원 개원
- 1988년 3월 1일 특수학급 인가 (1학급)
- 1996년 3월 1일 부발초등학교로 개명
- 2001년 9월 1일 백록분교장 편입
- 2004년 3월 1일 24학급 및 유치원 (1학급) 편성
- 2007년 3월 1일 제22대 최종진 교장 부임
- 2012년 2월 15일 제76회 졸업식 (총 졸업생: 7,664명)
- 2012년 9월 1일 제23대 김남명 교장 부임
- 2016년 2월 19일 제80회 졸업식(총 졸업생: 8055명)
- 2016년 3월 1일 19학급(분교3) 편성
- 2017년 2월 28일 제81회 졸업식(총 졸업생: 8141명)
- 2017년 3월 1일 백록분교장 통폐합
- 2019년 3월 1일 제24대 신석인 교장 부임

## 참고 자료
- 부발초등학교 - 한국교육학술정보원 학교알리미